# Gu Xiao
Gu Xiao (chinesisch 顾笑; * 18. März 1993 in Nanjing) ist eine ehemalige chinesische Synchronschwimmerin.

## Erfolge
Ihre ersten internationalen Medaillen gewann Gu Xiao bei der World Trophy 2013 in Mexiko mit Gold im freien Programm mit der Mannschaft sowie in der Kombination. Bei den Asienspielen 2014 in Incheon gewann sie sowohl im Mannschaftswettbewerb als auch in der Kombinationskonkurrenz jeweils vor Japan sowie Nordkorea bzw. Kasachstan die Goldmedaille. Direkt im Anschluss belegte Gu in Québec beim Weltcup in diesen beiden Disziplinen ebenfalls mit der Mannschaft die ersten Plätze. Drei weitere Medaillengewinne folgten ein Jahr darauf bei den Weltmeisterschaften in Kasan. In den Mannschaftskonkurrenzen des freien und des technischen Programms sowie in der Kombination belegte die chinesische Mannschaft mit Gu den jeweils zweiten Platz hinter der russischen Mannschaft. Bei den Olympischen Spielen 2016 in Rio de Janeiro ging Gu im Mannschaftswettbewerb an den Start. In diesem erzielten die Chinesinnen 192,9841 Punkte, womit sie wie schon 2012 hinter Russland mit 196,1439 Punkten Zweite wurden. Den dritten Platz belegte Japan mit 189,2056 Punkten. Neben Gu erhielten Guo Li, Liang Xinping, Li Xiaolu, Sun Wenyan, Tang Mengni, Yin Chengxin, Zeng Zhen und Huang Xuechen Silber. Gleich drei Goldmedaillen gewann Gu mit der chinesischen Mannschaft bei der World Trophy 2016, die ebenso wie die World Series 2017, bei denen Gu zweimal mit der Mannschaft Erste wurde, in China ausgetragen wurde. Die World Series 2017 waren gleichzeitig Gus letzter internationaler Wettkampf.